# Karema loewella
Karema loewella är en tvåvingeart som beskrevs av Cresson 1929. Karema loewella ingår i släktet Karema och familjen vattenflugor. Inga underarter finns listade i Catalogue of Life.